# Lepthyphantes inopinatus
Lepthyphantes inopinatus là một loài nhện trong họ Linyphiidae.
Loài này thuộc chi Lepthyphantes. Lepthyphantes inopinatus được George Hazelwood Locket miêu tả năm 1968.